# جيمس شيجيتا
جيمس شيجيتا (بالإنجليزية: James Shigeta)‏ هو عازف بيانو ومغني وممثل أمريكي، ولد في 17 يونيو 1929 بهونولولو في الولايات المتحدة، وتوفي في 28 يوليو 2014 بلوس أنجلوس في الولايات المتحدة بسبب فشل تنفسي.

## أعمال

### أفلام
- (1988) موت قاسي[7][8][9]
- (1998) مولان[10][11][12][13]

### مسلسلات
- بيفرلي هيلز 90210

## وصلات خارجية
- جيمس شيجيتا على موقع IMDb (الإنجليزية)
- جيمس شيجيتا على موقع ألو سيني (الفرنسية)
- جيمس شيجيتا على موقع ميوزك برينز (الإنجليزية)
- جيمس شيجيتا على موقع أول موفي (الإنجليزية)
- جيمس شيجيتا على موقع قاعدة بيانات الأفلام السويدية (السويدية)
- جيمس شيجيتا على موقع إن إن دي بي (الإنجليزية)
- جيمس شيجيتا على موقع قاعدة بيانات الفيلم (الإنجليزية)
- جيمس شيجيتا على موقع كينوبويسك (الروسية)